# Acer platypterum
Acer platypterum é uma espécie de árvore do gênero Acer, pertencente à família Aceraceae.